# Konsortium Deutsche Meeresforschung

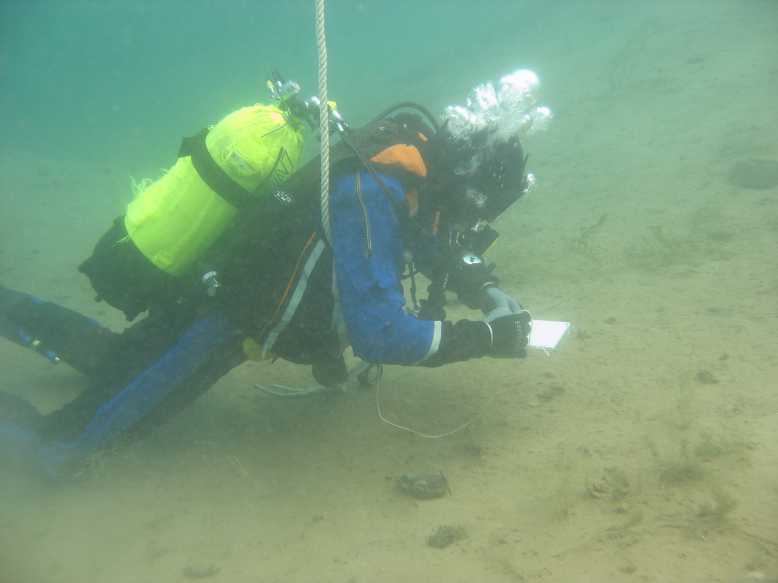
Biologische Untersuchungen durch den Einsatz von Forschungstauchern ist ein Aspekt der im KDM vertretenen deutschen Meeresforschung

Das Konsortium Deutsche Meeresforschung (KDM) (engl. German Marine Research Consortium) ist der Zusammenschluss der großen deutschen Forschungseinrichtungen auf den Gebieten der Meeres-, Polar- oder Küstenforschung. Das KDM ist ein eingetragener Verein mit zwanzig Mitgliedern. Ihm gehören alle großen Forschungsinstitute und Einrichtungen von Universitäten der Marinen-Wissenschaften an. Vorsitzender ist der Direktor des Leibniz-Instituts für Ostseeforschung Warnemünde (IOW) Ulrich Bathmann.
Ziel des Konsortiums ist die Förderung der deutschen Meeresforschung einschließlich der meereswissenschaftlichen Polarforschung sowie der Küstenforschung und die Intensivierung der verbindlichen Kooperation der beteiligten Institutionen. Dazu wird die Entwicklung gemeinsamer Forschungsprogramme und eine Zusammenarbeit innerhalb der deutschen, europäischen und internationalen Meeresforschung angestrebt. Durch die verbindliche Koordination und Planung der Forschungsprogramme aller zusammengeschlossenen Mitglieder sollen Betrieb und Nutzung großer Infrastruktur effektiver gestaltet werden. Das KDM betreibt auch Lobbyarbeit und vertritt einheitlich die Interessen der Meeresforschung gegenüber nationalen Entscheidungsträgern und der Europäischen Union sowie gegenüber der Öffentlichkeit.

## Mitglieder
(Stand 02/2025)

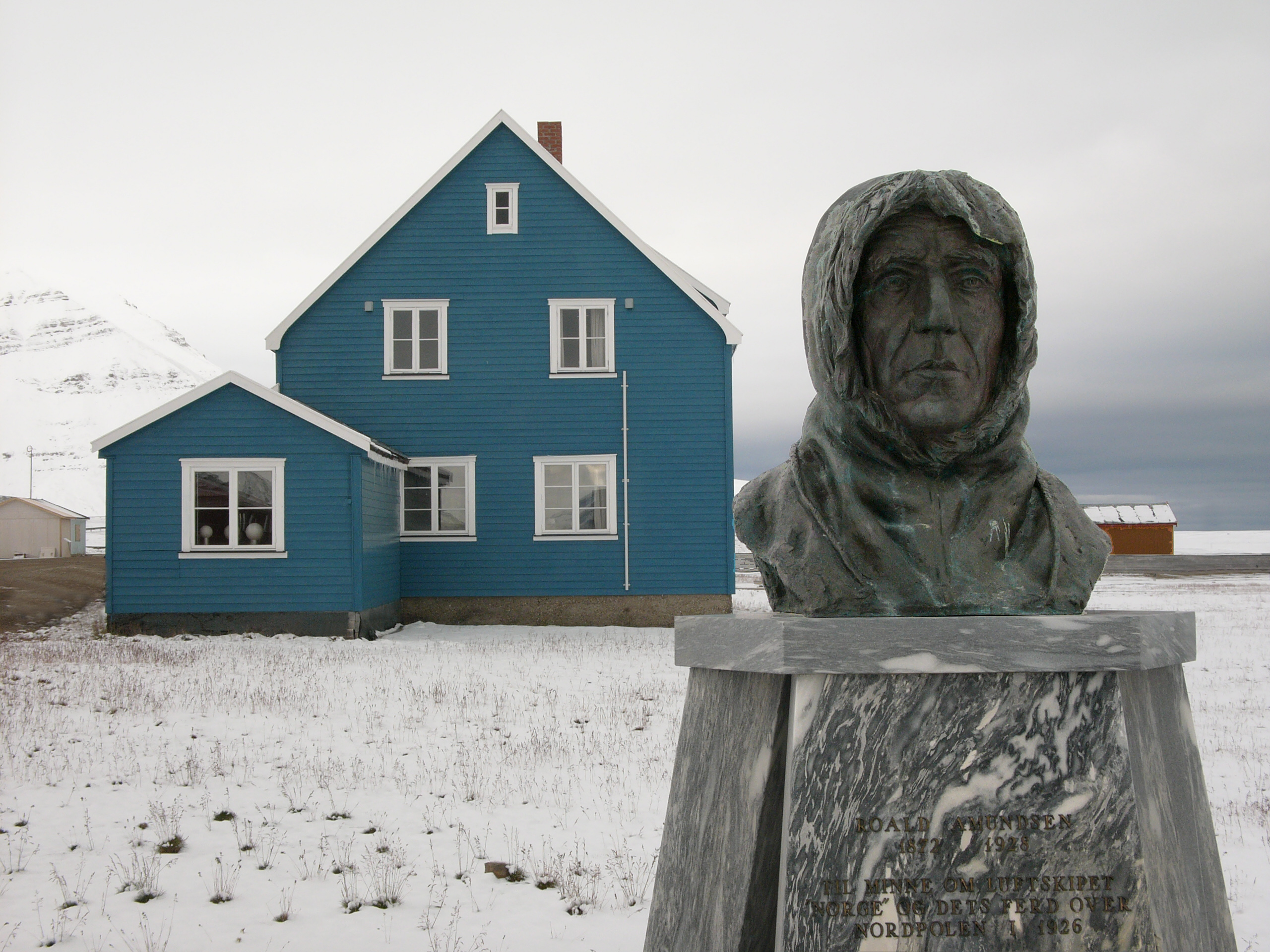
Das Gebäude des Alfred Wegener Instituts in Ny-Ålesund, mit Büste von Roald Amundsen

- Alfred-Wegener-Institut für Polar- und Meeresforschung (AWI), Bremerhaven
- Bundesamt für Seeschifffahrt und Hydrographie, Hamburg & Rostock
- Bundesanstalt für Geowissenschaften und Rohstoffe, Hannover

- CEN - Centrum für Erdsystemforschung und Nachhaltigkeit, Universität Hamburg
- Constructor University Bremen
- Department Maritime Systeme, Interdisziplinäre Fakultät, Universität Rostock

- Deutsches Meeresmuseum (DMM), Stralsund
- Deutsches Schifffahrtsmuseum - Leibniz-Institut für Maritime Geschichte (DSM), Bremerhaven
- Forschungszentrum Küste, Universitäten Hannover & Braunschweig

- Geomar Helmholtz-Zentrum für Ozeanforschung Kiel
- Helmholtz-Zentrum Geesthacht (HZG)
- Institut für Chemie und Biologie des Meeres (ICBM), Universität Oldenburg

- Kiel Marine Science (KMS), Interdisziplinäres Zentrum der Meereswissenschaften an der Christian-Albrechts-Universität Kiel
- Leibniz-Institut für Ostseeforschung Warnemünde (IOW), Warnemünde
- Leibniz-Zentrum für Marine Tropenforschung (ZMT), Bremen

- Marum Zentrum für Marine Umweltwissenschaften, Universität Bremen
- Max-Planck-Institut für Marine Mikrobiologie (MPI Bremen)
- Max-Planck-Institut für Meteorologie (MPI Hamburg)
- Johann Heinrich von Thünen Institute - Aquatische Ressourcen (TI)
- Forschungsinstitut Senckenberg, Wilhelmshaven

## Flotte

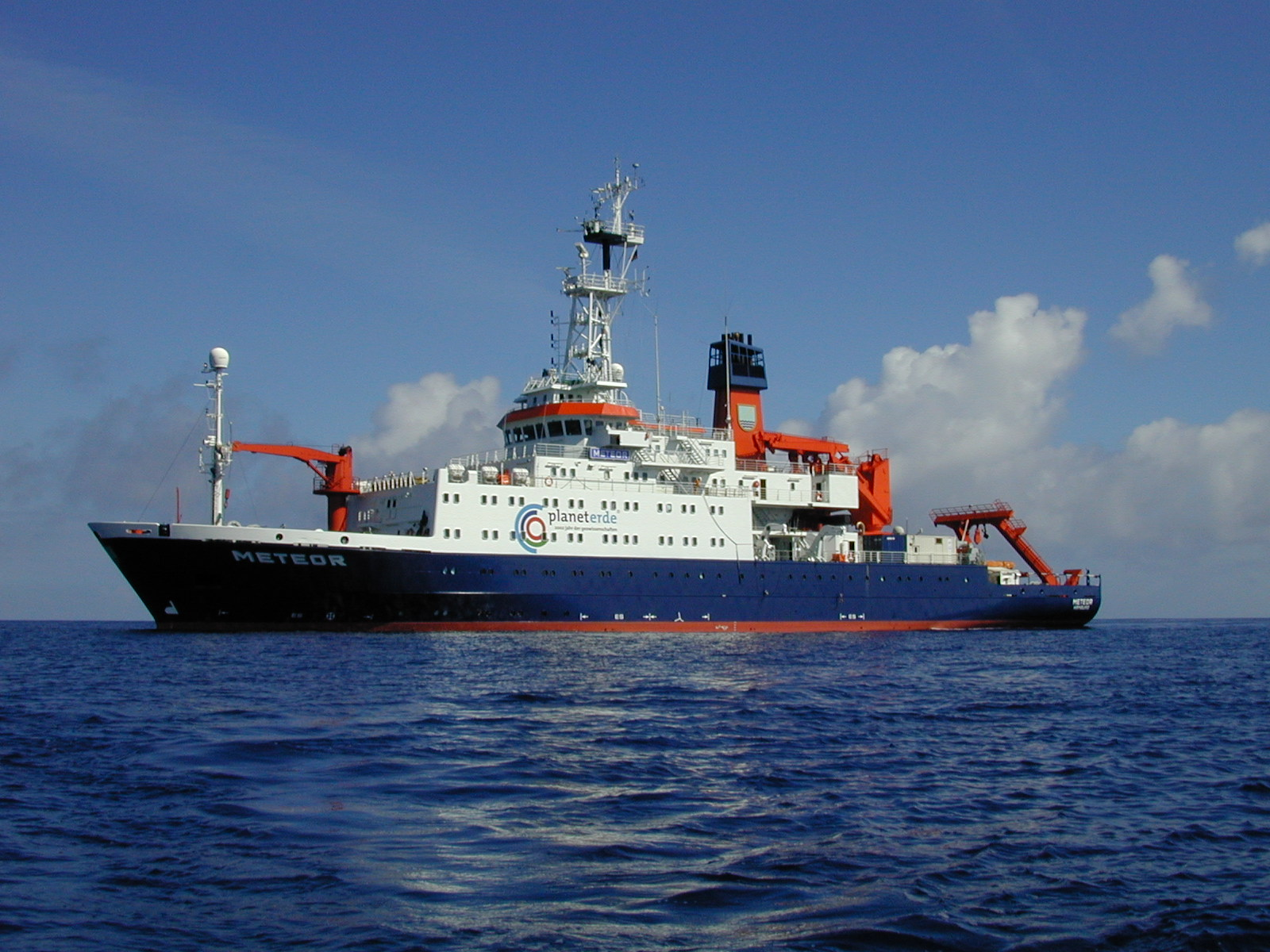
Das Forschungsschiff Meteor

Die im KDM zusammengeschlossenen Einrichtungen betreiben die größten deutschen Forschungsschiffe. Zu den insgesamt 19 Forschungsschiffen gehören neben der eisbrechende Polarstern auch die Forschungsschiffe Meteor, Maria S. Merian und Sonne, sowie einige kleinere Schiffe wie etwa die Uthörn oder die Heincke.

## Koordinierung

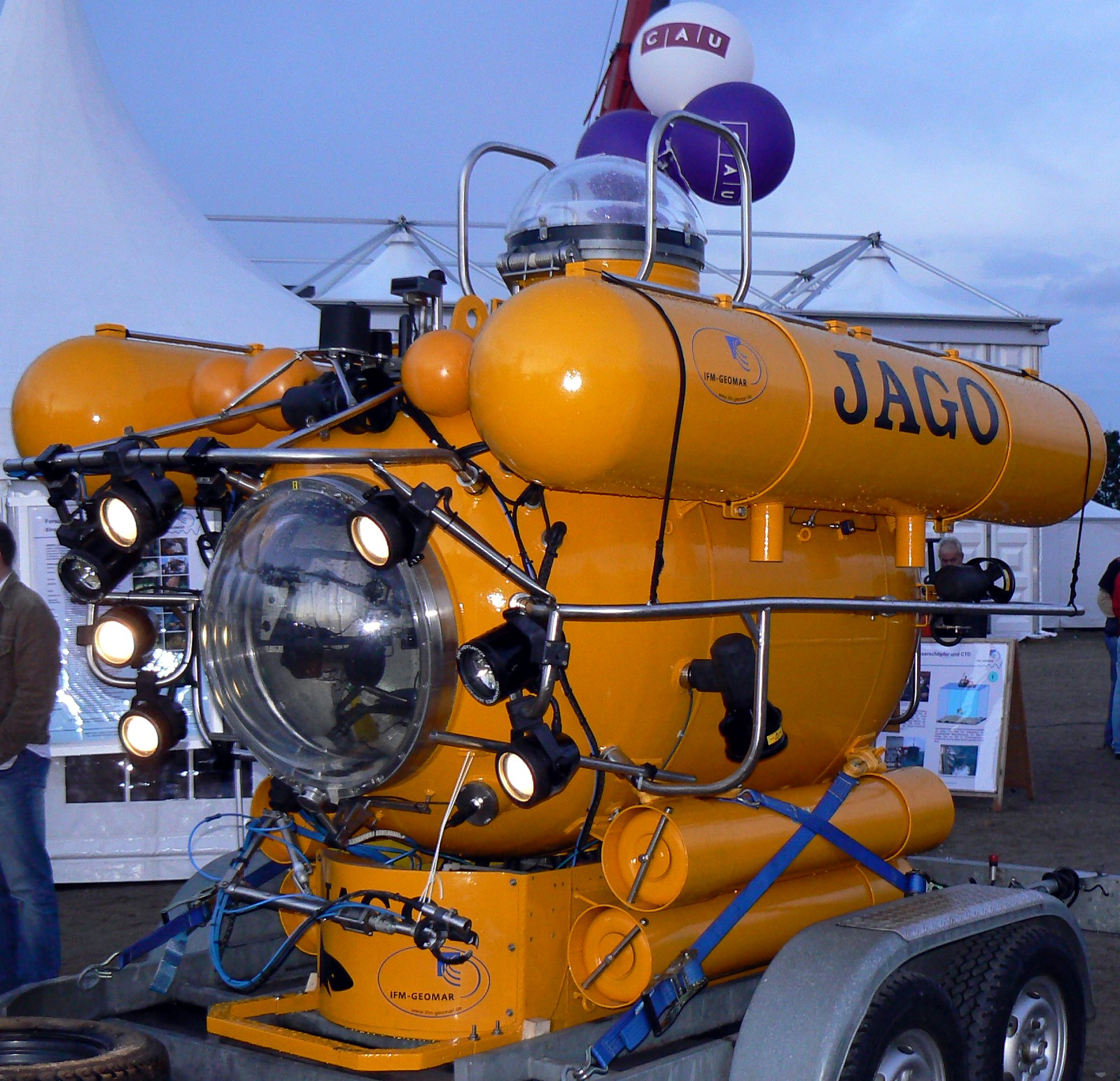
Das ehemalige Forschungs-U-Boot JAGO des GEOMAR

Da immer mehr komplexe Gerätschaften auf Forschungsschiffen (Lander, autonome und schiffsgesteuerte Unterwasserroboter, Bohrgerätschaften) zum Einsatz kommen, unterstützt das KDM eine „Leitstelle für Unterwassertechnologie“ . Damit soll die gemeinsame Nutzung seegängiger Großgeräte in einem Nutzerpool leichter möglich werden.